# Спадкоємці (фільм, 2015)
«Спадкоємці» — американський музичний фентезійний пригодницько-комедійний телефільм режисера та хореографа Кенні Ортеґи. У фільмі знімалися Дав Кемерон, Софія Карсон, Бубу Стюарт і Кемерон Бойс, виконавши ролі дітей-підлітків Малефісенти, Злої Королеви, Джафара та Круелли де Віль відповідно. У фільмі розповідається про те, як ці підлітки пристосовуються до життя за межами острівної в'язниці, одночасно виконуючи завдання викрасти чарівну паличку Хрещеної Феї та звільнити своїх батьків із полону. Прем'єра фільму відбулась 31 липня 2015 року в якості оригінального фільму Disney Channel. Картина отримала позитивні відгуки та 6,6 мільйонів глядачів.
Перша частина франшизи «Спадкоємці» була виділена в короткометражний анімаційний серіал CGI під назвою «Спадкоємці: Злий світ», за яким послідувало продовження "Спадкоємці 2 ", прем'єра якого відбулася 21 липня 2017 року, а також третій фільм «Спадкоємці 3», прем'єра якого відбулася 2 серпня 2019 року.

## Сюжет
Через двадцять років після того, як Красуня та Чудовисько одружуються і стають королем і королевою, вони засновують Сполучені Штати Аурадона (відсилання на США), створюючи успішну нову націю з навколишніх королівств і виганяючи всіх лиходіїв на Острів Втрачених. Їх син Бен оголошує, що його перший наказ полягає в тому, щоб дати чотирьом відібраним дітям з Острова Втрачених можливостей жити в Аурадоні, далеко від впливу їхніх лиходійських батьків: Джею, сину Джафара; Карлосу, сину Круелли де Віль; Іві, дочки Злої Королеви; та Мел, дочки Малефісенти. На острові Малефісента наказує головним героям украсти чарівну паличку Феї-Хресної, щоб зняти захисний бар'єр і щоб вона змогла захопити Аурадон.
Вирушаючи в Аурадон, вони знайомляться з Беном та його самопроголошеною подругою Одрі, дочкою принцеси Аврори. Вони також зустрічають Фею-Хрещену, директор школи. Іві використовує чарівне дзеркало, щоб знайти паличку у прилеглому музеї, а Мел використовує прядку своєї матері з музею, щоб приспати охоронця, але вони не можуть вкрасти паличку через бар'єр навколо неї. Дізнавшись, що Фея-Хресна використовуватиме чарівну паличку на коронації Бена, вони очікують її, відвідуючи заняття, але починають пристосовуватися до учнів та їхнього нового життя. Джей завербований у шкільну команду з гри «турнір» (спорт, схожий на хокей на траві та лакрос), тоді як Карлос долає свій страх перед собаками, потоваришувавши зі шкільним собакою Чуві. Іві водночас намагається справити враження на Чеда, сина Попелюшки, але зрештою робить за нього домашнє завдання. Син Простачка, Даг, закликає її не потурати іншим і бути самою собою.
Мел стає популярною, використовуючи книгу заклинань своєї матері, Малефісенти, щоб покращити зовнішність Джейн та Лонні, дочок Феї-Хресної та Фа Мулан. Відповідно, дізнавшись, що «подружка» Бена стоятиме поряд з паличкою під час коронації, яка використовуватиметься під час церемонії, Мел випікає печиво з домішкою любовного зілля та дає його Бену, який від нього відкусивши, стає шалено закоханим у Мел. На побаченні з Беном, Мел стикається з її внутрішнім добром і бажанням догодити своїй матері, не знаючи, як реагувати на почуття Бена до неї. Під час сімейного шкільного дня діти лиходіїв піддаються остракізму після зустрічі з бабусею Одрі, королевою Лією, яка заявляє, що прокляття Малефісенти було причиною того, що вона пропустила все дитинство Аврори. Джейн викликавши суперечку, змушує Мел припинити заклинання краси, яке вона використала на Джейн. Поки Бен намагається переконати їх у тому, що після коронації все буде добре, Даг намагається залишатися доброзичливим до Іві, але Чед змушує його триматися від них якомога далі.
На коронації Бена Мел дає йому печиво з протиотрутою від любовного заклинання, вважаючи, що тримати його під контролем не потрібно. Однак, як виявилося, Бен уже був звільнений від заклинання з моменту їхнього побачення, коли він плавав у Зачарованому озері, вважаючи, що Мел зробила це тільки тому, що він справді їй подобався і тому полюбив її по-справжньому. Під час коронації, розчарована Джейн бере паличку своєї матері, Феї-Хресної, бажаючи покращити свою зовнішність. Проте вона випадково зруйнувала бар'єр острова. Мел забирає паличку у Джейн, але потім була схвильована, що їй робити? Бен переконує її зробити свій власний вибір, а не йти стопами батьків. Мел визнає, що вона та її друзі знайшли щастя в Аурадоні, і вони вирішили стати добрими.
Малефісента перериває церемонію, паралізовуючи всіх, окрім себе та чотирьох дітей. Коли вони кидають їй виклик, Малефісента перетворюється на гігантського вогнедишного дракона. Мел використовує контрзаклинання, перетворюючи Малефісенту на ящірку, ґрунтуючись на кількості кохання в її серці. Мел розморожує всіх, повертає Феї-Хресній її паличку і просить її не бути суворою з Джейн. Поки лиходії спостерігають за святкуванням здалеку, учні Аурадона всю ніч безперервно танцюють і співають. Очі Мел стають зеленими, коли вона звертається до глядачів, заявляючи, що історія на цьому ще не закінчена.

## Акторський склад
- Дав Кемерон — Мел, донька Малефісенти
- Кемерон Бойс — Карлос, син Круелли де Віль
- Бубу Стюарт — Джей, син Джафара
- Софія Карсон — Еві, донька Злої Королеви
- Мітчелл Гоуп — Бен, син королеви Белль і Чудовища
- Мелані Пакссон — хрещена фея з «Попелюшки», директорка Аурадон Преп і мати Джейн
- Бренна Д'Аміко — Джейн, донька Хрещеної Феї
- Сара Джеффрі — Одрі, дочка принцеси Аврори та принца Філіпа
- Закарі Гібсон — Дуг, син Допі з «Білосніжки та семи гномів»
- Джедідая Гудакр — Чед Чармінг, син Попелюшки та Чарівного принца
- Даян Доан — Лонні, дочка Фа Мулан і Лі Шан
- Ден Пейн — чудовисько з фільму «Красуня і чудовисько», король Аурадону та батько Бена
- Кіган Коннор Трейсі — Белль з фільму «Красуня і Чудовисько», королева Аурадону та мати Бена
- Венді Ракель Робінсон — Круелла де Віль з фільму «101 далматинець», мати Карлоса
- Маз Джобрані — Джафар з «Аладдіна», батька Джея, який володіє власним магазином мотлоху
- Кеті Наджімі — Зла Королева з фільму «Білосніжка і семеро гномів», мати Еві, яка все ще має проблеми зі своєю падчеркою, Білосніжкою
- Крістін Ченовет — Малефісента зі «Сплячої красуні», мати Мала, яка відома як найгірший і найжорстокіший лиходій в Аурадоні

## Сприйняття

### Критики
«Спадкоємці» отримали позитивні відгуки критиків. Ізабелла Біденхарн з Entertainment Weekly поставила фільму оцінку «В», вказавши, що «… сюжет насправді не головне. Веселощі в перекличці… Це не шкільний мюзикл, але пісні привабливі, а молодших лиходіїв варто вболівати за них». Тіша Мей Ітон з Moviepilot.com заявила: «Це фільм, безсумнівно, нагадує класику Діснея з сучасним відтінком, і я дуже рекомендую його». Алекс Рейф з LaughingPlace.com поставив йому оцінку 4,5 з 5, сказавши: «… Я настійно рекомендую це будь-якому фанату Діснея, хоча б не з іншої причини, аніж щоб побачити, що вони зробили з героями, згадками про Фокус-Покус і Малефісентою Крістін Ченовет, яка ближче до анімаційного персонажа, ніж до образу Анджеліни Джолі». Брайан Лоурі з Variety назвав це "… грайливим і мелодійним телевізійним фільмом, який демонструє набагато вищі амбіції, ніж, скажімо, франшиза Teen Beach ". Навпаки, Емі Аматанджело з The Hollywood Reporter неоднозначно оцінила його, назвавши "Шкільний мюзикл зустрічається «Одного разу». Це спритно переводить маленьких дівчаток, які виросли на фільмах Діснея, у підліткову аудиторію, і ця ідея настільки дозріла для мерчандайзингу, що магазин Діснея вже переповнений костюмами, ляльками та футболками «Нащадки». Вона назвала історію «надуманою», але виділила виступи Ченовета, Наджімі, Робінсона та Джобрані.

### Нагороди
| Рік  | Нагорода                                            | Категорія | Одержувачі                       | Результат | Примітки |
| ---- | --------------------------------------------------- | --- | -------------------------------- | --------- | -------- |
| 2015 | Teen Choice Awards                                  | Вибір телевізійної пісні з фільму                                                                                | Шон Мендес — «Believe»           | Номінація | [ 10 ]   |
| 2016 | Премія Гільдії письменників Америки                 | Дитяча розширена програма                                                                                        | Джозанн МакГіббон і Сара Паріотт | Перемога  | [ 11 ]   |
| 2016 | Премія Гільдії режисерів Америки                    | Видатні режисерські досягнення в дитячій програмі                                                                | Кенні Ортеґа                     | Перемога  | [ 12 ]   |
| 2016 | Золота котушка                                      | Монтаж звуку на телебаченні — мюзикл: довга форма                                                                | Ембер Фанк                       | Номінація | [ 13 ]   |
| 2016 | 68-ма церемонія вручення премії «Еммі» в прайм-тайм | Видатна музична композиція для обмеженого серіалу, фільму чи спеціального фільму (оригінальна драматична музика) | Девід Лоуренс                    | Номінація | [ 14 ]   |

## Саундтрек
«Спадкоємці» (Оригінальний саундтрек до телефільму) — це альбом із саундтреками, створений групою «Спадкоємці», випущений 31 липня 2015 року лейблом Walt Disney Records. Саундтрек посів перше місце в США в Billboard 200, перше місце в списку найкращих цифрових альбомів США та очолив рейтинг найкращих саундтреків США.